# Dammen (Asklanda socken, Västergötland)
Dammen är en sjö i Vårgårda kommun i Västergötland och ingår i Göta älvs huvudavrinningsområde.